# ジョン・オットマン
ジョン・オットマン（John Ottman, 1964年7月6日 - ）は、アメリカ合衆国の作曲家・編集技師・映画監督。

## 人物
カリフォルニア州サンディエゴ出身で、1988年に南カリフォルニア大学映画系術学部を卒業。
ブライアン・シンガー監督とのコラボレーションで知られる。

2018年に作曲と編集を担当したシンガー監督の「ボヘミアン・ラプソディ」での功績で第91回アカデミー賞において編集賞を受賞した。

## フィルモグラフィ
- Lion's Den (1988) 音楽
- パブリック・アクセス Public Access (1993) 音楽
- ユージュアル・サスペクツ The Usual Suspects (1995) 音楽・編集
- ケーブルガイ The Cable Guy (1996) 音楽
- 迷宮のレンブラント Incognito (1997) 音楽
- グリム・ブラザーズ/スノーホワイト Snow White: A Tale of Terror (1997) 音楽
- ハロウィンH20 Halloween H20: 20 Years Later (1998) 音楽
- ゴールデンボーイ Apt Pupil (1998) 音楽
- グッバイ・ラバー Goodbye Lover (1998) 音楽
- U.M.A レイク・プラシッド Lake Placid (1999) 音楽
- ルール2 Urban Legends: Final Cut (2000) 監督・音楽
- バブル・ボーイ Bubble Boy (2001) 音楽
- コール Trapped (2002) 音楽
- チェーン・オブ・ファイア Point of Origin (2002) 音楽
- スパイダー パニック! Eight Legged Freaks (2002) 音楽
- ゴシカ Gothika (2003) 音楽
- X-MEN2 X2 (2003) 音楽・編集
- セルラー Cellular (2004) 音楽
- キスキス,バンバン Kiss Kiss Bang Bang (2005) 音楽
- ファンタスティック・フォー ［超能力ユニット］ Fantastic Four (2005) 音楽
- 蝋人形の館 House of Wax (2005) 音楽
- ハイド・アンド・シーク 暗闇のかくれんぼ Hide and Seek (2005) 音楽
- スーパーマン リターンズ Superman Returns (2006) 音楽・編集
- ファンタスティック・フォー:銀河の危機 Fantastic Four: Rise of the Silver Surfer (2007) 音楽
- インベージョン The Invasion (2007) 音楽
- ワルキューレ Valkyrie (2008) 音楽・編集
- エスター Orphan (2009) 音楽
- ATOM Astro Boy (2009) 音楽
- ルーザーズ The Losers (2010) 音楽
- アンノウン Unknown (2011) 音楽
- ジャックと天空の巨人 Jack the Giant Slayer (2013）音楽・編集
- フライト・ゲーム Non-Stop（2014）
- X-MEN:フューチャー&パスト X-Men: Days of Future Past (2014) 音楽・編集
- X-MEN:アポカリプス X-Men: Apocalypse（2016）音楽・編集
- ナイスガイズ! The Nice Guys（2016）音楽
- ボヘミアン・ラプソディ Bohemian Rhapsody（2018）音楽・編集
- スタートレック: ディスカバリー Star Trek: Discovery (2021) Season 4 Episode 4 監督

## 関連文献
- Interview with John Ottman (July 2006)